# Emily Rosa
Emily Rosa (ur. 6 lutego 1987 w Loveland) – amerykańska psycholożka. W 1996 roku opracowała eksperyment podważający zasadność dotyku terapeutycznego. Dwa lata później badania te zostały opublikowane w Journal of the American Medical Association. Rosa została tym samym najmłodszą osobą, której badanie zostało opublikowane w czasopiśmie medycznym.
W 2000 roku zdobyła nagrodę Colorado State Science Fair w kategorii Junior Division Earth & Space Sciences.